# هنری کلی (قایقران روئینگ)
هنری کلی (انگلیسی: Henry Clay؛ زادهٔ ۲۰ مارس ۱۹۵۵) قایقران روئینگ اهل بریتانیا بود.
وی در مسابقات کشوری و بین‌المللی در مجموع برندهٔ ۱ مدال نقره شده‌است.